# Join
join je unixový příkaz, který spojuje řádky dvou setříděných souborů na základě přítomnosti společného pole. Je to podobné jako operátor JOIN v relačních databázích, ale pracuje s textovými soubory.
join bere jako vstup dva textové soubory a argumenty. Pokud není argument zadán, příkaz prohledává dva soubory a hledá dva řádky začínající na stejné první pole. Výstupem příkazu je společné slovo plus zbytky z obou řádků, tak jak je tomu v následujícím příkladu.
soubor1:
```
george jim
kumar gunaware
```

soubor2:
```
albert martha
george sophie
```

Výstup příkazu join soubor1 soubor2:
```
george jim sophie
```